# بيرتا من سافوي
بيرتا من سافوي (21 سبتمبر 1051 - 27 ديسمبر 1087)؛ هي ملكة ألمانيا القرينة من 1066 وإمبراطورة الرومانية المقدسة منذ 1084 حتى وفاتها في 1087 هي الزوجة الأولى لـ هاينريش الرابع.
بيرثا من سافوي أو بيرتا من تورينو هي أبنة أوتو الأول، كونت سافوي وأديلايد من سوزا، هي شقيقة بيترو الأول من سافوي وأماديو الثاني من سافوي وأديلايد زوجة الثانية لـ رودولف من راينفيلدن منافس زوجها.

## الأبناء
انجبت له خمسة أبناء:-
1. أديلايد (1070 - قبل. 4 يونيو 1079).[4]
2. هاينريش (2/1 أغسطس 1071 - 2 أغسطس 1071).
3. أغنيس (صيف 1072 / أوائل 1073 - 24 سبتمبر 1143)؛ تزوجت أولا من فريدريش الأول دوق شوابيا ثم تزوجت من ليوبولد الثالث، مارغريف النمسا.
4. كونراد (12 فبراير 1074 - 27 يوليو 1101)؛ انتخب لاحقاً كـ ملك إيطاليا وألمانيا.
5. هاينريش الخامس، إمبراطور روماني ومقدس (11 أغسطس 1086/81 - 23 مايو 1125).

عندما كانت بالغة من العمر الستة الثلاثين توفيت في ماينز في 27 ديسمبر 1087، ودفنت في سرداب ساليان في كاثدرائية شباير، ولكن زوجها سرعان ما اتخذ زوجة أخرى في 1089.